# Rialto
Rialto是由ATi設計的一顆接橋晶片。它可以將PCI-E訊号轉為AGP，令原生支援PCI-E的顯示卡支援AGP接口，方便舊有电腦用戶升級。
它的功用与NVIDIA的HSI相似，但不同的是HSI能作双向訊号轉換，而Rialto只可作單向訊号轉換，晚於HSI推出，製程較為先進，所以Rialto的功耗比HSI低。ATi曾諷刺NVIDIA「有路何需搭橋」，但最終也迫於成本壓力推出了該產品。
NVIDIA的HSI不支援GeForce 8及之後的產品，而ATi的Rialto可以支援到Radeon HD 4000系列。